# Nybro–Sävsjöströms Järnväg
Nybro–Sävsjöströms Järnväg (NSJ) var en normalspårig järnväg mellan Nybro i Kalmar län och Sävsjöström i Kronobergs län som öppnades för trafik 14 oktober 1876.

## Historia

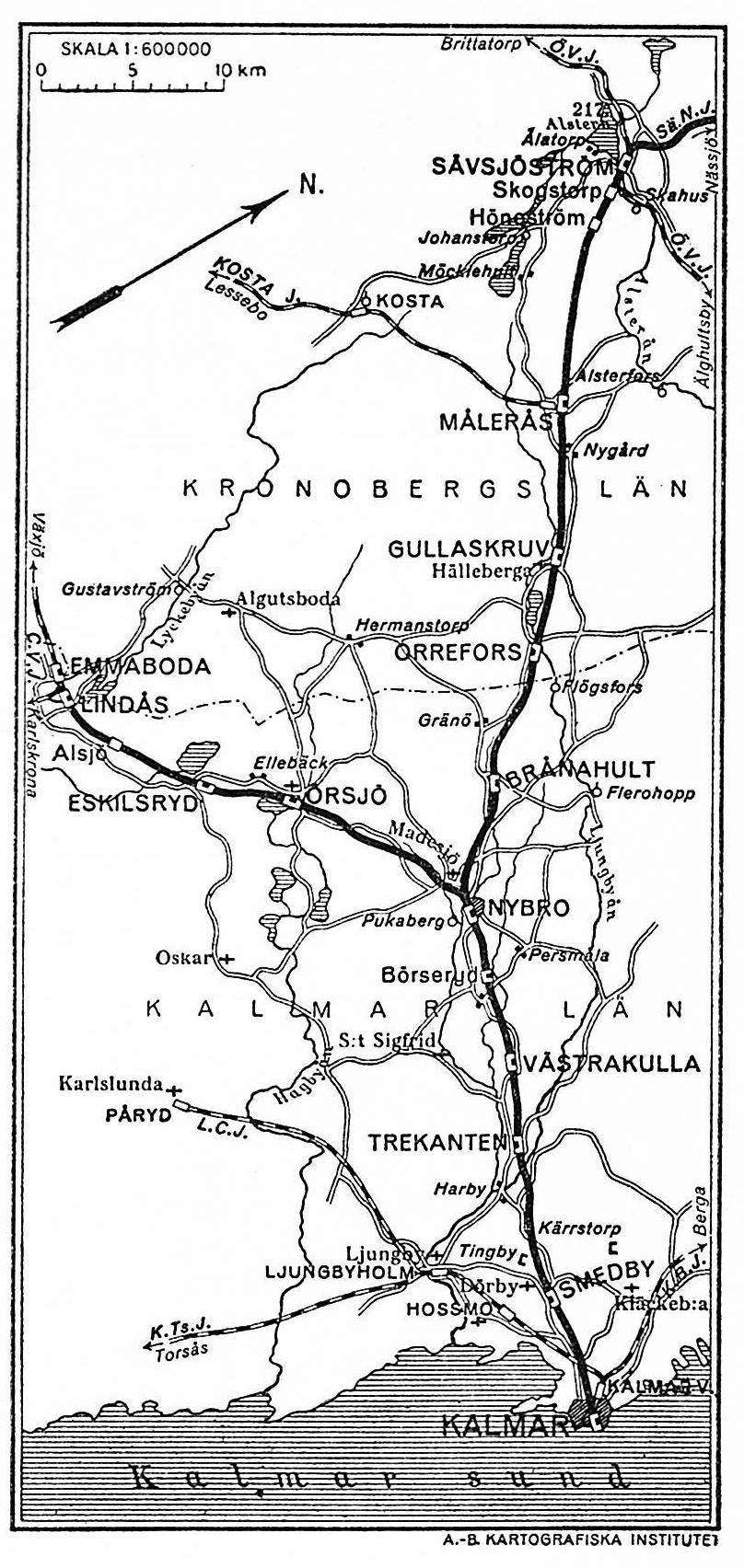
Kalmar-Sävsjöström-Emmaboda. Karta 1926.

Nybro–Sävsjöströms Järnvägsaktiebolag påbörjade byggandet av banan 1874 och den utgick från Nybro station vid Kalmar järnväg mellan Kalmar och Emmaboda. Den var färdigbyggd till Sävsjöström 1876. Den bokförda byggkostnaden 1909 var 789 000 kr.
Till följd av ekonomiska problem ombildades företaget 1888 till Nybro–Sävsjöströms nya Järnvägsaktiebolag. Bolaget köptes upp av Kalmar nya järnvägsaktiebolag (KJ) 1909 och trafikerades därefter under namnet Kalmar Järnväg.  När Sävsjöström–Nässjö Järnväg, som också kom att trafikeras av Kalmar järnväg, var färdig 1914 blev samlingsnamnet Kalmar järnvägar. Banan blev därefter en del av en 50 km genare sträckning norrut från Kalmar.
Järnvägen byggdes för att få bättre godstransport inom området. Lokala industrispår byggdes i Orrefors och Skogstorp, och järnvägsbolaget hade ett sidospår norr om Målerås till en torvtäkt. Målerås var från början en lastplats i skogen och orten växte fram runt lastplatsen. Det var också vanligt med lastning utmed linjen. Vid Målerås anslöt 1899 Kosta–Lessebo Järnväg.
Svenska staten köpte bolaget 1938 och det drevs som ett statligt bolag fram till 1 juli 1940 då driften införlivades i dåvarande Statens Järnvägar. NSJ som en del av KJ var ett av fyra järnvägsbolag som köptes av staten innan 1939 års riksdagsbeslut om förstatligandet av järnvägarna.
Efter att Statens Järnvägar elektrifierade Kalmar–Alvesta 1955 förlorade linjen allt mer trafikunderlag och det gjordes inga ytterligare investeringar. Godstrafiken mellan Orrefors och Sävsjöström upphörde 1983, all persontrafik mellan Nybro och Sävsjöström upphörde 1985 och godstrafiken mellan Orrefors och Nybro upphörde 1986. Rälsen mellan Orrefors och Sävsjöström togs bort 1989, och mellan Orrefors och Nybro 1992. Några tiotal meter spårrester ligger år 2022 kvar vid Orrefors station.
2023 lades den sista delen av godsspåren ner inom Nybro tätort. Banvallen mellan Nybro och Orrefors är iordningställd av Nybro kommun som rid- och cykelväg som fortsätter till Målerås. Mellan Målerås och Sävsjöström är större delen av banvallen enskilda vägar.

## Galleri

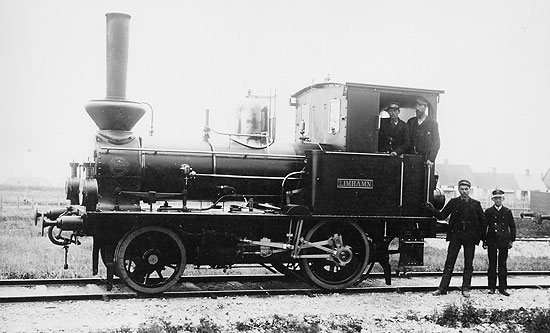
Malmö-Limhamns Järnvägs ånglok nr 1, mellan 1905 och 1909 tillhörigt NSJ